# 皮氏伪掠蛛
皮氏伪掠蛛（学名：Pseudodrassus pichoni）为平腹蛛科伪掠蛛属的动物。在中国大陆，分布于浙江、安徽等地，多见于石下、针叶树根际。该物种的模式产地在浙江。